# Colletes nigricans
Colletes nigricans är en biart som beskrevs av Johannes von Nepomuk Franz Xaver Gistel 1857. Colletes nigricans ingår i släktet sidenbin, och familjen korttungebin. Inga underarter finns listade i Catalogue of Life.